# Coenobita rubescens
Coenobita rubescens is een tienpotigensoort uit de familie van de Coenobitidae. De wetenschappelijke naam van de soort is voor het eerst geldig gepubliceerd in 1884 door Greeff.